# KWK Promes

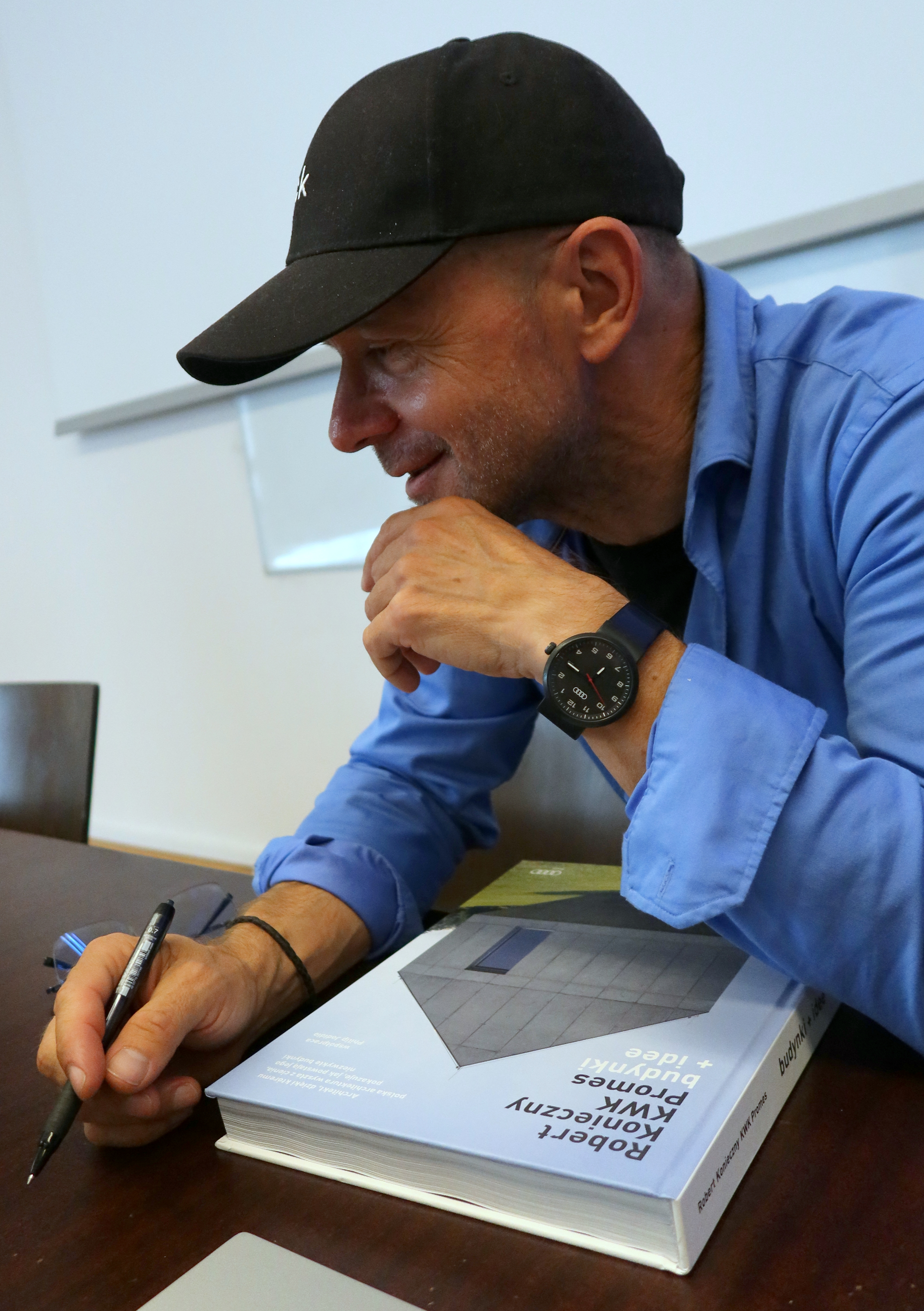
Robert Konieczny (ur. 1969) - architekt, założyciel pracowni "KWK Promes" - Warszawa, 5 czerwca 2025

KWK Promes – międzynarodowa pracownia architektoniczna z siedzibą w Katowicach. Założona w 1999 przez Roberta Koniecznego, laureata Nagrody Ministra Kultury i Dziedzictwa Narodowego roku za całokształt twórczości, członka Francuskiej Akademii Architektury, od 2022 honorowego członka Stowarzyszenia Architektów Republiki Czeskiej Obec architektů oraz Marlenę Wolnik-Konieczny (ur. 1973).
Od 1 kwietnia 2007 pracownia funkcjonuje jako "KWK Promes Architekt Robert Konieczny". 
Mieści się w Katowicach: z początku przy ulicy Krzywej 12, a następnie przy ulicy Józefa Rymera 3. Od grudnia 2018 jej siedzibą jest zaprojektowany przez KWK Promes budynek Unikato przy ulicy Koszarowej 1.

## Projekty i realizacje
Źródło:

### Budynki mieszkalne jednorodzinne
- Dom Trójkątny (projekt: 1997, realizacja: 1999-2000; autorzy: Robert Konieczny, Marlena Wolnik - Katowice-Ligota)[10];
- Dom z Ziemi Śląskiej (projekt: 2000, realizacja: 2001-2002; autorzy: Robert Konieczny, Marlena Wolnik - Katowice)[11][12];
- Dom z Kapsułą (projekt: 2001, realizacja: 2002-2004; autor: Robert Konieczny - Ruda Śląska - Halemba)[13][14];
- Dom Otwarty (projekt: 2002, realizacja: 2002-2005; autorzy: Robert Konieczny, Marlena Wolnik - Żory)[15];
- Dom Aatrialny (projekt: 2002-2003, realizacja: 2003-2006; autor: Robert Konieczny; współpraca: Marlena Wolnik, Łukasz Prażuch - Opole)[16][17];
- Dom Autorodzinny w Radlinie (projekt: 2004, realizacja: 2005; autor: Robert Konieczny; współpraca autorska: Marcin Jojko - Radlin)[18];
- Dom OUTrialny (projekt: 2004, realizacja: 2005-2007; autor: Robert Konieczny; współpraca: Marcin Jojko - Książenice)[19][20][21];
- Dom Bezpieczny (projekt: 2004-2005, realizacja: 2005-2008; autor: Robert Konieczny; współpraca: Łukasz Zadrzyński, Marcin Jojko - okolice Warszawy)[22][23][24][25];
- Dom Ślimak (projekt: 2006; autorzy: Robert Konieczny, Łukasz Marciniak; współpraca: Wojciech Sikora - Czerwionka-Leszczyny)[26]
- Dom Ukryty (projekt: 2006-2007, realizacja: 2007-; autor: Robert Konieczny; współpraca: Dorota Żurek, Adam Radzimski, Łukasz Marciniak - okolice Warszawy)[27];
- Dom TypOwy (projekt: 2007, realizacja: 2007-2011; autor: Robert Konieczny; współpraca: Katarzyna Furgalińska - Radostowice)[28][29][30];
- Dom Autorodzinny (projekt: 2007, realizacja: 2009-2012; autor: Robert Konieczny; współpraca: Katarzyna Furgalińska, Magdalena Adamczak, Łukasz Marciniak - centralna Polska)[31];
- Dom Spotkań w Białym Borze (projekt: 2007, realizacja: 2007-; współpraca: Katarzyna Furgalińska, Aleksandra Pieczara - Biały Bór)[32][33];
- Living Garden House we Wrocławiu (projekt: 2007, realizacja: 2007-; autor: Robert Konieczny; współpraca: Katarzyna Furgalińska, Adam Radzimski - Wrocław)[34];
- From the Garden House (projekt 2008-2011; realizacja 2011-2021; autor: Robert Konieczny; współpraca: Michał Lisiński, Marcin Harnasz, Piotr Tokarski)[35][36];
- Living Garden House w Katowicach (projekt: 2009, realizacja: 2010-2013; autor: Robert Konieczny; współpraca: Magdalena Adamczak, Katarzyna Furgalińska, Aleksandra Stolecka, Jakub Pstraś - Katowice)[37][38][39][40];
- Dom Autorodzinny w Katowicach (projekt: 2011; autorzy: Łukasz Marciniak, Robert Konieczny)[41];
- Dom Autorodzinny w Brennej (projekt: 2012; realizacja: 2013-; autor: Robert Konieczny; współpraca autorska: Michał Lisiński, Grzegorz Ostrowski; współpraca: Łukasz Marciniak - Brenna)[42];
- Dom w Drodze (projekt: 2012-2013; autor: Robert Konieczny; współpraca: Michał Lisiński, Grzegorz Ostrowski, Marek Frania, Mariusz Pawlus)[43];
- Dom pod Barceloną (projekt: 2012-2013; autor: Robert Konieczny; współpraca: Michał Lisiński, Grzegorz Ostrowski)[44];
- Living Garden House w Izbicy (projekt: 2012, realizacja: 2012-2014; autor: Robert Konieczny; współpraca: Magdalena Adamczak, Aleksandra Stolecka, Marcin Harnasz - Izbica)[45]
- Arka Koniecznego (projekt: 2011, realizacja: 2010-2015; autor: Robert Konieczny; współpraca autorska: Łukasz Marciniak; współpraca: Marcin Harnasz, Aneta Świeżak - Brenna, zbocza Równicy)[46][47][48][49][50][51][52][53][54][55][56][57];
- Dom po Drodze (projekt: 2008; realizacja: 2011-2017; autor: Robert Konieczny; współpraca: Katarzyna Furgalińska, Katarzyna Karczmarczyk, Dorota Żurek, Piotr Tokarski, Magdalena Adamczak, Katarzyna Stolecka - Polska centralna)[58][59][60][61][62][63][64][65];
- Living Garden House w Kassel (projekt: 2017; autor: Robert Konieczny; współpraca: Marcin Harnasz, Michał Lisiński, Magdalena Orzeł-Rurańska, Dorota Żurek)[66];
- Dom Kwadrantowy (projekt: 2013-2015, realizacja: 2015-2019; autor: Robert Konieczny; współpraca: Marcin Harnasz, Mariusz Pawlus, Marcin Króliczek, Justyna Górnica, Grzegorz Ostrowski - Warszawa)[67][68][69][70][71][72][73];
- Shutter House (projekt: 2018-2019, realizacja: 2019-; autor: Robert Konieczny; współpraca: Michał Lisiński, Magdalena Orzeł-Rurańska)[74][75].

### Budynki mieszkalne wielorodzinne
- multiVILLA (projekt: 2008-2009, realizacja planowana na rogu ulicy Raciborskiej i Kominka w Katowicach od 2010, nie doszła ostatecznie do skutku; autor: Robert Konieczny; współpraca: Dorota Żurek, Michał Lisiński, Piotr Tokarski, Adam Radzimski)[76][77][78];
- Kostka Zrobiona w Balona (projekt: 2011; autorzy: Robert Konieczny, Joanna Biedna; współpraca: Marcin Harnasz, Michał Lisiński, Łukasz Marciniak)[79];
- Osiedle we Wrocławiu (projekt: 2011-2013; autor: Robert Konieczny; współpraca: Michał Lisiński, Joanna Biedna, Grzegorz Ostrowski, Łukasz Marciniak)[80];
- Osada Ostropa (osiedle w Gliwicach; projekt: 2013; autor: Robert Konieczny; współpraca: Michał Lisiński, Grzegorz Ostrowski, Łukasz Marciniak, Magdalena Adamczak, Justyna Górnicka, Mariusz Pawlus, Aleksandra Staroń-Jóźwiak, Wojciech Fudala)[81][82];
- Baildomb (projekt: 2014-2015, realizacja: 2015-2020; autor: Robert Konieczny; współpraca: Michał Lisiński, Marcin Harnasz - Katowice - Dąb, ul. Złota 71)[83][84][85][86][87][88][89][90];
- Unikato (projekt: 2013-2014, realizacja: 2016-2018; autor: Robert Konieczny; współpraca: Michał Lisiński, Marcin Harnasz, Marcin Króliczek, Aneta Świeżak - Katowice, ul. Koszarowa 1)[91][92][93][94][95][96][97][98][99][100].

### Obiekty i budynki publiczne

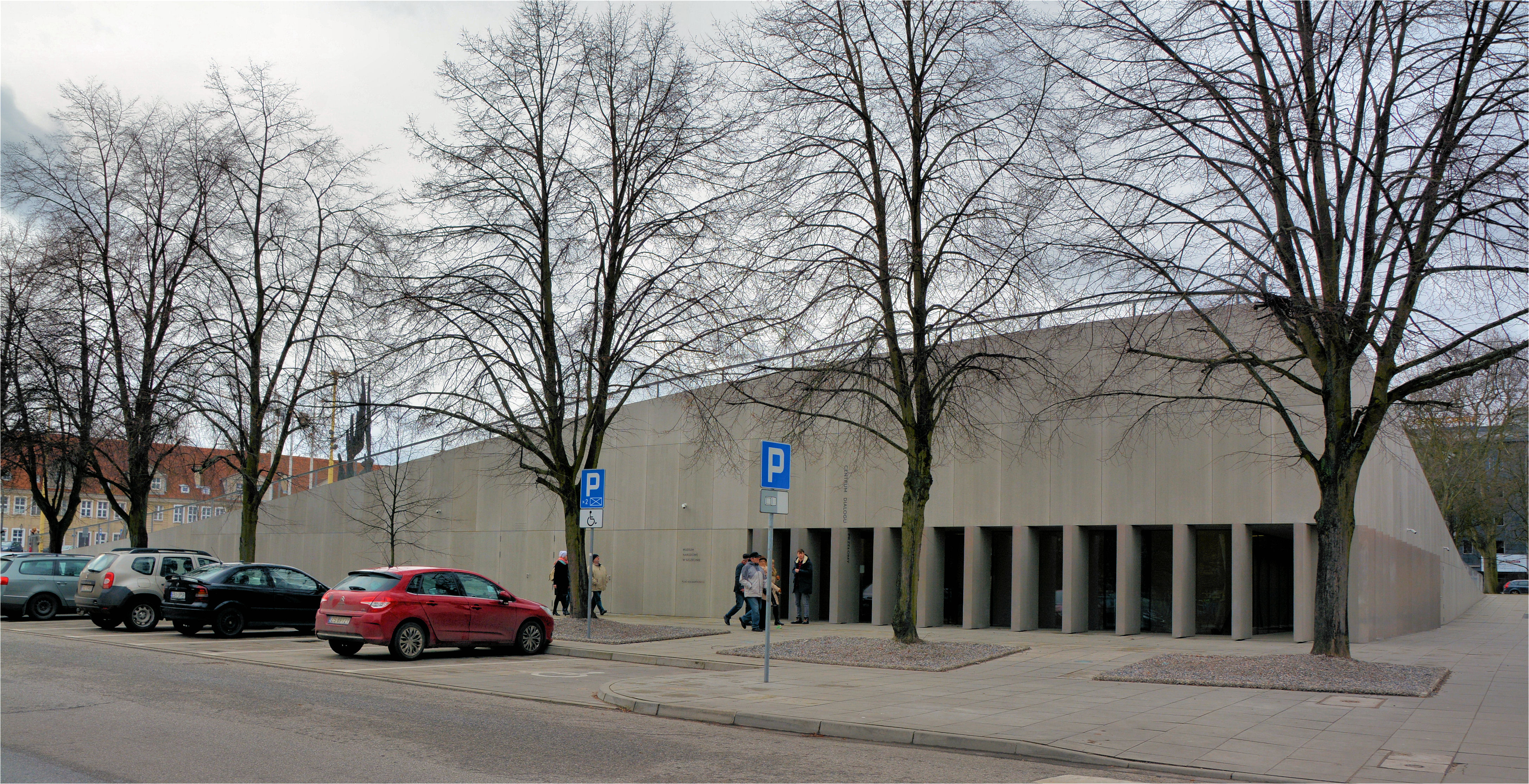
Budynek Centrum Dialogu „Przełomy” - pawilon wystawowy Muzeum Narodowego w Szczecinie zaprojektowany przez pracownię KWK Promes Roberta Koniecznego, oddany do użytku w 2016

- Świątynia Opatrzności Bożej, Warszawa (projekt: 2000; autorzy: Robert Konieczny, Marlena Wolnik; współpraca: Wojciech Śnieżek, Anna Ciołkiewicz; niezrealizowany)[101];
- Ambasada Niemiec w Warszawie (projekt: 2002; autorzy: Robert Konieczny, Marlena Wolnik; współpraca: Arek Kulpiński, Aleksandra Czech; niezrealizowany)[102];
- Wieża U2 - budynek biurowy, Dublin (projekt: 2003; autorzy: Robert Konieczny, Marlena Wolnik; współpraca: Marcin Jojko; niezrealizowany)[103];
- Biurowiec firmy MM Petro, Żory (projekt: 2004-2005; autorzy: Robert Konieczny, Marlena Wolnik, Marcin Jojko; niezrealizowany)[104];
- Instytut Chopinowski w Warszawie (projekt: 2005; autor: Robert Konieczny; współpraca: Marcin Jojko; niezrealizowany)[105];
- Stacja Diagnostyczna, Tychy (projekt: 2006-2007; autor: Robert Konieczny; współpraca: Łukasz Marciniak, Wojciech Sikora, Dorota Żurek; niezrealizowany)[106];
- Muzeum Współczesne we Wrocławiu (projekt: 2009; autorzy: Robert Konieczny, Katarzyna Furgalińska, Michał Lisiński; niezrealizowany)[107];
- Hotel w Czorsztynie (projekt: 2009; autor: Robert Konieczny; współpraca autorska: Michał Lisiński, Katarzyna Furgalińska; współpraca: Jakub Pstraś, Piotr Tokarski, Marcin Harnasz; niezrealizowany)[108][109];
- Pawilon wystawowy Muzeum Sztuki Nowoczesnej w Warszawie (projekt: 2010; autor: Robert Konieczny; współpraca: Magdalena Adamczak, Monika Tasarz, Joanna Biedna; niezrealizowany)[110];
- Przystań w Białym Borze (projekt: 2012; autor: Robert Konieczny; współpraca: Magdalena Adamczak, Marcin Harnasz, Grzegorz Ostrowski, Łukasz Marciniak; niezrealizowany)[111];
- Bunkier Sztuki (projekt: 2016; autorzy: Robert Konieczny, Michał Lisiński, Dorota Żurek; współpraca: Krzysztof Kobiela, Dariusz Dziwak; pomimo zwycięstwa w konkursie, projekt nie został zrealizowany)[112][113][114][115][116][117];
- Centrum Dialogu „Przełomy” (pawilon wystawowy Muzeum Narodowego w Szczecinie, przeznaczony na wystawy i edukację o najnowszych dziejach Szczecina i Pomorza Zachodniego; projekt: 2009, realizacja: 2012-2015; autorzy: Robert Konieczny, Michał Lisiński, Dorota Żurek, Katarzyna Furgalińska - Szczecin, pl. Solidarności 1)[118]
- Plato Galeria Sztuki Współczesnej (projekt: 2017, realizacja: 2020-2022; autorzy: Robert Konieczny, Michał Lisiński, Dorota Skóra; współpraca autorska: Tadeáš Goryczka, Marek Golab-Sieling; współpraca: Agnieszka Wolny-Grabowska, Krzysztof Kobiela, Adrianna Wycisło, Mateusz Białek, Jakub Bilan, Wojciech Fudala, Katarzyna Kuzior, Karol Knap, Damian Kuna, Magdalena Orzeł-Rurańska, Elżbieta Siwiec, Jakub Pielecha, Kinga Wojtanowska - Ostrawa, ul. Porážková 26, Republika Czeska)[119];
- Wielkopolskie Muzeum Niepodległości (projekt: 2019; autor: Robert Konieczny; współpraca: Anna Szewczyk, Marek Gołąb, Wojciech Fudala, Adrianna Wycisło, Damian Kuna, Katarzyna Kuzior, Anita Majowska; niezrealizowany)[120].

## Międzynarodowe uznanie
KWK Promes jest laureatem wielu konkursów i nagród. Muzeum Narodowe – Centrum Dialogu Przełomy w Szczecinie zostało uznane za Najlepszą Przestrzeń Publiczną w Europie w konkursie European Prize for Urban Public Spaceorganizowanym przez CCCB. Ten sam projekt otrzymał tytuł World Building of the Year 2016 na Światowym Festiwalu Architektury w Berlinie. Arka Koniecznego dostała nagrodę Wallpaper Design Awards 2017 jako najlepszy dom prywatny na świecie. Realizacje biura były 12-krotnie nominowane do Nagrody im. Miesa van der Rohe.
Projekty i realizacje pracowni były wielokrotnie publikowane w książkach najważniejszych wydawców architektonicznych, między innymi Phaidon czy Taschen. Realizacje studia prezentowane były też w magazynach takich jak Architectural Review, Area, Mark Magazine, Detail, The Plan, Casabella, Wallpaper* czy ICON, a także na portalach internetowych, na przykład ArchDaily, Architizer, Dezeen, Architonic.
Hans Ibelings w swojej książce European Architecture since 1890 (SUN Publishers 2010, ISBN 978-90-8506-881-5) zalicza KWK Promes do nurtu konceptualistów, jako jedyną współczesną pracownię z Polski, która wniosła wkład w rozwój architektury europejskiej.
W listopadzie 2023 opublikowana została książka Piotra Kozaneckiego i Bartosza Patureja pt. Konieczny. Na styk. Prawdziwe historie o ludziach i architekturze, w której opisano m.in. historię powstania pracowni oraz wybrane projekty i realizacje (Wydawnictwo Wysoki Zamek, Kraków 2023, ISBN 978-83-969491-0-3).

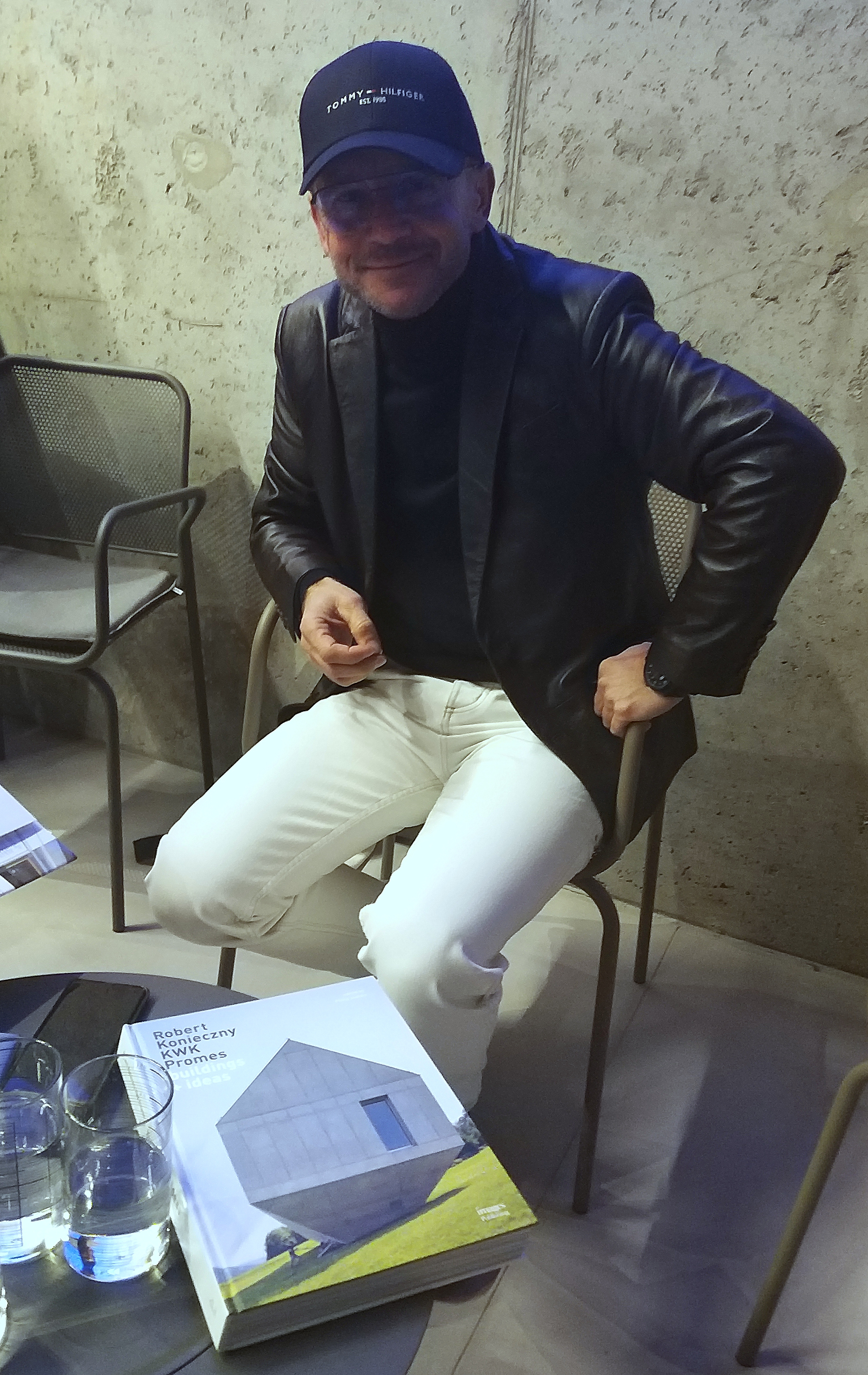
Robert Konieczny z egzemplarzem albumu Philipa Jodidio Robert Konieczny KWK Promes. Buildings + ideas (2024) - Warszawa, 9 stycznia 2024

W lutym 2024 ukazała się album-monografia pracowni w języku angielskim pt. Robert Konieczny KWK Promes. Buildings + ideas, autorstwa Philipa Jodidio, wydany przez australijskie wydawnictwo Images Publishing (ISBN 978-1-86470-890-5). W listopadzie 2024 jej polską wersję Robert Konieczny KWK Promes budynki + idee opublikowało Wydawnictwo Pascal (ISBN 978-83-8317-423-5).

## Wybrane nagrody
2021
- Iconic Award – Dom Kwadrantowy[137]

2020
- German Design Award – UNIKATO[138]

2019
- Architizer A+Award – Dom Kwadrantowy[139]
- Najlepszy budynek wielorodzinny w Polsce – UNIKATO – Nagroda roku SARP[140]
- Nagroda im. Miesa ven der Rohe 2019 – nominacje dla UNIKATO[141] i Domu po Drodze[142]

2018
- German Design Award – Dom po Drodze[143]

2017
- Best New Private House – Wallpaper* Design Award – Arka Koniecznego
- International Architecture Award – The Chicago Athenaeum – Arka Koniecznego[144]
- Nagroda im. Miesa ven der Rohe 2017 – nominacje dla Muzeum Centrum Dialogu Przełomy[145] i Arki Koniecznego[146]
- Landezine International Landcsape Award – wyróżnienie dla Centrum Dialogu „Przełomy”

2016
- European Prize for Urban Public Space – CCCB Barcelona – Muzeum Centrum Dialogu Przełomy
- World Building of the Year – WAF Berlin – Muzeum Centrum Dialogu Przełomy
- Grand Prix Nagrody Architektonicznej Polityki – Muzeum Centrum Dialogu Przełomy
- The Best Building in Poland – CDP – Nagroda Roku SARP
- Najlepszy Budynek 2016 – Polska Architektura XXL – Arka Koniecznego – Sztuka Architektury
- Architektura Roku Województwa Śląskiego – Muzeum Centrum Dialogu Przełomy
- Nagroda Architektoniczna Polityki dla Arki Koniecznego

2015
- I Nagroda – Polska Architektura 2015 – Living Garden House w Katowicach – Sztuka Architektura
- Wyróżnienie – Brick Award – Living Garden House w Katowicach

2014
- Nagroda im. Miesa ven der Rohe 2014 – nominacje dla Living-Garden House w Katowicach[147], Living-Garden House w Izbicy[148] i dla Domu Autorodzinnego[149]

2012
- Najlepszy budynek III RP – Dom Aatrialny – Polityka

2011
- Nagroda Ministra Kultury

2008
- Nagroda im. Miesa ven der Rohe 2008 – nominacje dla Domu Bezpiecznego[150] i Domu OUTrialnego[151]
- International Architecture Award – Dom Aatrialny i Dom Ukryty – Chicago Athenaeum[152]
- „Europe 40 under 40” – Robert Konieczny KWK Promes – Chicago Athenaeum[153]
- Architects Directory – 101 najbardziej ekscytujących nowych biur architektonicznych na świecie – Wallpaper*

2007
- Leonardo Grand Prix – Dom Aatrialny
- Robert Konieczny na liście 44 najlepszych młodych architektów świata wydawnictwa Scalae

2006
- House of the Year – World Architecture News – Dom Aatrialny
- EU Mies Award 2006 – nominacja dla Domu Aatrialnego[154]
- Śląska Architektura Roku – Dom z Kapsułą – SARP Katowice
- Polska. Ikony architektury – Dom z Ziemi Śląskiej w Katowicach[155]

2004
- Nagroda im. Miesa ven der Rohe 2004 – nominacja dla Domu Otwartego[156]

2003
- Nagroda Prezydenta Katowic dla najlepszej realizacji w Katowicach za Dom z Ziemi Śląskiej, Architektura Roku Województwa Śląskiego

2002
- Nagroda im. Miesa ven der Rohe 2002 – nominacja dla Domu z Ziemi Śląskiej[157]

2001
- Grand Prix – Śląska Architektura Roku – Dom Trójkątny – SARP Katowice

## Projekty[158]
2019 Sunlite Building, projekt
2017 – … Living-Garden House w Kassel, w realizacji
2017-2022 Galeria Sztuki Współczesnej PLATO, Ostrava, konkurs, w realizacji
2016 – … Szyb Miedzianka, w realizacji
2016 Galeria Sztuki Współczesnej Bunkier Sztuki, Kraków, competition, 1 nagroda
2016-… Dom Trójkątny, Wilno, competition, 1 nagroda, w realizacji
2014-2020 Baildomb, Katowice, wybudowany
2013-2018 UNIKATO, Katowice, wybudowany
2013-2019 Dom Kwadrantowy, Warszawa, wybudowany
2012-2021 Dom spotkań w Białym Borze, wybudowany
2012 Dom w Barcelonie, konkurs, 1 nagroda
2011-2015 Arka Koniecznego, Brenna, wybudowany
2009-2016 Muzeum Narodowe – Centrum Dialogu Przełomy, Szczecin, konkurs, 1-wsza nagroda, wybudowany
2009-2013 Living-Garden House, Katowice, wybudowany
2008-2021 From the Garden House, wybudowany
2008-2017 Dom po drodze, wybudowany
2007-2012 Dom Autorodzinny, wybudowany
2007-2011 Dom TypOwy, wybudowany
2005 Instytut Chopina, Warszawa, konkurs
2004-2008 Dom Bezpieczny, wybudowany
2004-2007 Dom OUTrialny, wybudowany
2002-2006 Dom Aatrialny, wybudowany
2000-2002 Dom z Ziemi Śląskiej, wybudowany
2000 Świątynia Opatrzności Bożej, Warszawa, konkurs, 3 nagroda
1996 Wyspa Gubernatora, Nowy Jork, konkurs, 3 nagroda
1995 Most w Weronie, konkurs, 3 nagroda

## Ważniejsze wykłady
2021
- Pavillon de l’Arsenal – Paryż[159]
- Universita degli studi di Palermo[160]

2020
- Coventry University[161]
- Rensselaer Polytechnic institute – Nowy Jork[162]

2019
- Zodchestvo Festival – Moskwa[163]
- Academie d’Architecture – Paryż[2]
- Vysoké učení technické – Brno

2018
- Vysoké učení technické – Brno

2017
- Royal Academy of Arts – Londyn[164]

2014
- Spotkanie z Mistrzem – SARP Kraków

2013
- Mistrzowie Architektury – Katowice
- Uniwersytet Techniczny w Ostrawie – Czechy[165]

2012
- TEDxRawa River – Katowice

2011
- TU Darmstadt – Niemcy

2009
- Forum d’Architecture – Fryburg – na zaproszenie Stowarzyszenia Architektów Szwajcarskich
- Praga – Architecture Week

2008
- Politechnika Warszawska
- Barcelona – seminarium COUP DE DÉS w Pawilonie Miesa van der Rohe

2006
- Columbia University – Nowy Jork

## Wystawy
2021
- Moving Architecture, Galerie d’Architecture, Paryż[166]

2019
- Moving Architecture, Achitektur Galerie Berlin[167]

2018
- Time Space Existence, Międzynarodowe Biennale Architektury, Palazzo Bembo, Wenecja[168]
- Vita Contemplativa, Achitektur Galerie Berlin[169]
- Twórczość KWK Promes, Noc Architektury, Belgrad

2017
- Archipel Centre de Culture Urbaine, Lyon
- Prostory na Miru, Galeria Architektury, Brno[170]

2014
- Na przykład. Nowy dom polski, Colegio Oficial de Arquitectos de Madrid
- Na przykład. Nowy dom polski, Architekturzentrum, Wiedeń

2013
- Na przykład. Nowy dom polski, Instytut Polski, Berlin
- Słynne wille w krajach grupy wyszehradzkiej i Słowenii, Galerie Sokolská 26, Ostrawa

2012
- Rozbiórka Żelaznej Kurtyny, Kühlhaus, Berlin[171]

2011
- V4 Family Houses, Uniwersytet Amerykański, Bejrut

2010
- Twórczość KWK Promes, Architecture Week, Galerie Mánes, Praga
- Logika Prostoru, GVUO, Ostrawa[172]

2009
- Wild Wild East – Young Architects from Eastern Europe, AIT ArchitekturSalon, Hamburg
- Polish Architects Exhibition, Barbican Center, Londyn
- „New World Architecture”, Contemporary Space Athens, Ateny
- Parcours d’architectures en Europe, CAUE du Bas-Rhin, Strasbourg

2008
- „New World Architecture”, The European Centre for architectural Art Design and Urban Studies, Florencja

2007
- 44 najlepszych młodych architektów świata, Centrum Sztuki Santa Monica, Barcelona[173]

2004
- 3_2_1_Nowa Architektura w Japonii i Polsce, Centrum Sztuki i Techniki Japońskiej „Manggha”, Kraków